# La Phrénologie burlesque
La Phrénologie burlesque és una pel·lícula muda francesa de Georges Méliès, estrenada el 1901, produïda per Ster Film Company. Actualment hi ha una còpia impresa de la pel·lícula.